# Souimanga de Temminck
Aethopyga temminckii
Espèce
Statut de conservation UICN

LC : Préoccupation mineure
Le Souimanga de Temminck (Aethopyga temminckii) est une espèce de passereaux appartenant à la famille des Nectariniidae. L'espèce est présente en Indonésie, en Malaisie et en Thaïlande.